# Герб Мойменти-да-Бейри
Ге́рб Мойме́нти-да-Бе́йри — офіційний символ містечка Моймента-да-Бейра, Португалія. Використовується як територіальний герб. У срібному щиті синій хвилястий перев'яз. Над ним пучок із двох золотих качанів кукурудзи із зеленим листям, зв'язаний в основі червоною стрічкою; під ним — такий самий пучок. Щит увінчує срібна мурована містечкова корона з чотирма вежами.  Під щитом біла стрічка, на якій великими літерами напис португальською: «vila de Moimenta da Beira» (містечко Моймента-да-Бейра).  Офіційно затверджений 25 квітня 1936 року.  

## Галерея

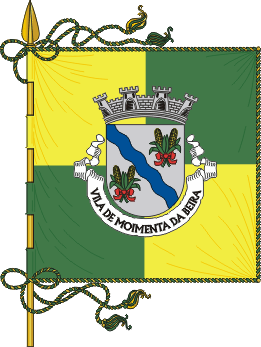
Прапор